# Somewhere Down in Texas
| Совокупная оценка    | Совокупная оценка |
| Источник             | Оценка            |
| -------------------- | ----------------- |
| Metacritic           | (68/100)          |
| Оценки критиков      |                   |
| Источник             | Оценка            |
| About.com            | [ 2 ]             |
| Allmusic             | [ 3 ]             |
| The Austin Chronicle | [ 4 ]             |
| Chicago Tribune      | (positive)        |
| Entertainment Weekly | B+                |
| The New York Times   | (average)         |
| People               | [ 7 ]             |
| Plugged In           | (positive)        |
| Robert Christgau     | [ 9 ]             |
| Stylus Magazine      | D+                |

Somewhere Down in Texas — двадцать третий студийный альбом американского кантри-певца Джорджа Стрейта, вышедший 28 июня 2005 года на лейбле MCA Nashville (и 33-й альбом в сумме с концертными и сборными). Продюсером был Тони Браун и сам Стрейт. Благодаря этому диску Дж. Стрейт в 3-й раз возглавил общенациональный чарт США Billboard 200 и в 20-й — кантри-чарт Top Country Albums.

## Об альбоме
Альбом получил положительные отзывы музыкальных критиков.
Один сингл с диска возглавил кантри-чарт США Hot Country Songs: «She Let Herself Go» (в 40-й раз, достигнув старый рекорд Конвея Твитти, у которого было 40 чарттопперов). Тираж альбома превысил 1 млн копий и он получил платиновый статус RIAA.

## Список композиций
1. «If the Whole World Was a Honky Tonk» (Bryan Simpson, Ashley Gorley, Wade Kirby) — 4:07
2. «Somewhere Down in Texas» (Dana Hunt Black, Tim Ryan Rouillier, Charlie Black) — 3:55
3. «The Seashores of Old Mexico» (Merle Haggard) — 4:11
4. «You'll Be There» (Cory Mayo) — 4:18
5. «High Tone Woman» (Leslie Satcher, Rouillier) — 2:52
6. «Good News, Bad News» (Dean Dillon, Dale Dodson, Lee Ann Womack) — 3:22
  - duet with Lee Ann Womack
7. «Oh, What a Perfect Day» (Monty Holmes, Buddy Brock, Jeff Silvey) — 3:29
8. «Texas» (Steven Dale Jones, Phillip White) — 3:04
9. «Ready for the End of the World» (Clint Daniels, Tony Martin) — 3:51
10. «She Let Herself Go» (Dillon, Kerry Kurt Phillips) — 3:18
11. «By the Light of a Burning Bridge» (Walt Aldridge, Michael White) — 3:17

## Позиции в чартах
| Чарт (2005)                       | Высшая позиция |
| --------------------------------- | -------------- |
| U.S. Billboard Top Country Albums | 1              |
| U.S. Billboard 200                | 1              |